# Ängsrödmyra
Ängsrödmyra (Myrmica scabrinodis) är en myrart som beskrevs av Nylander 1846. Ängsrödmyra ingår i släktet rödmyror, och familjen myror. Arten är reproducerande i Sverige.

## Underarter
Arten delas in i följande underarter:
- M. s. eidmanni
- M. s. intermedia
- M. s. scabrinodis
- M. s. scabrinodosabuleti
- M. s. ussuriensis

## Bildgalleri

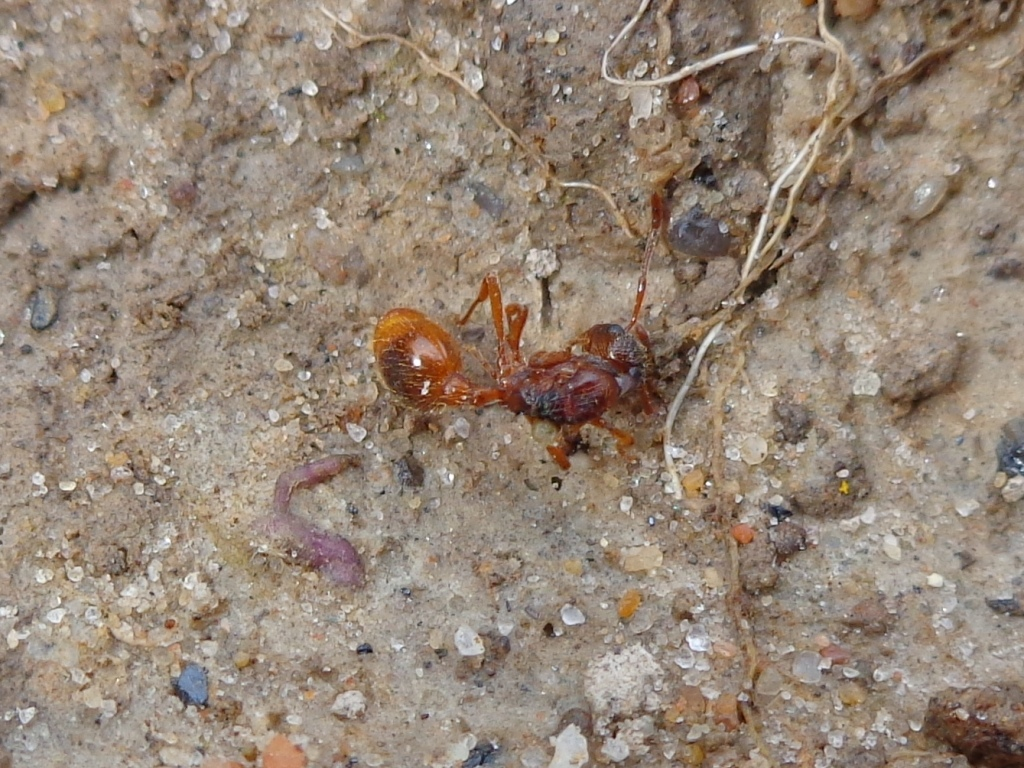
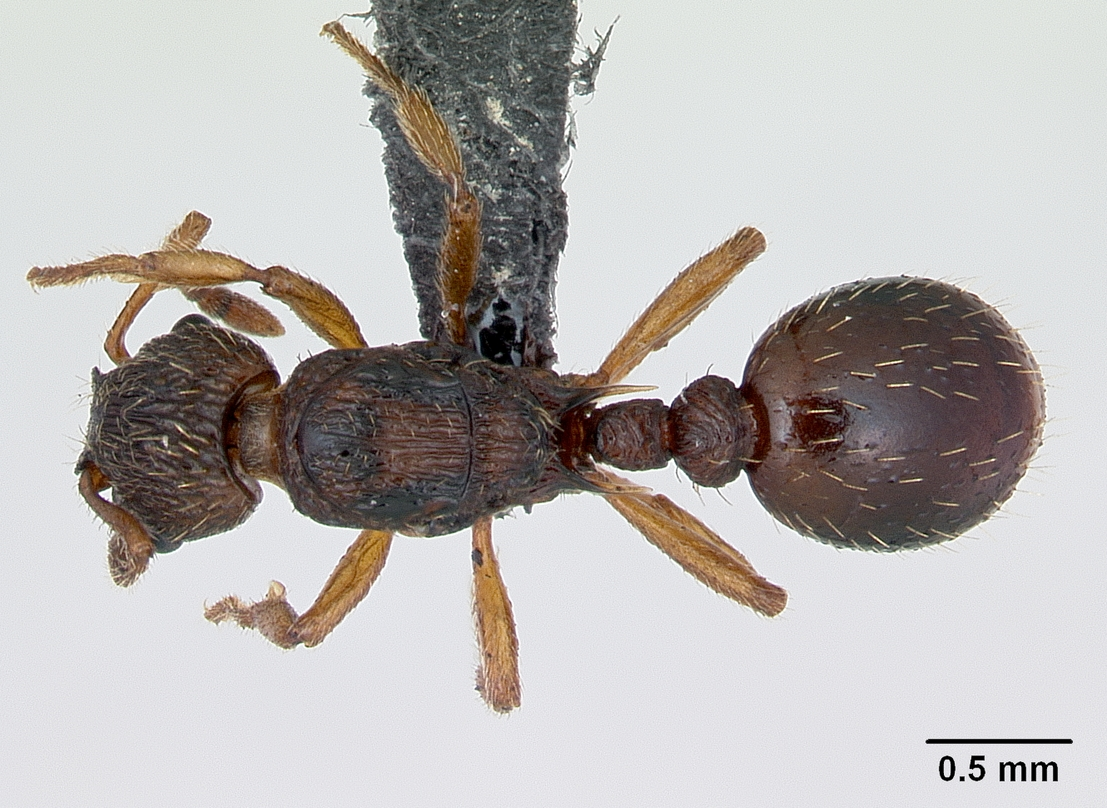
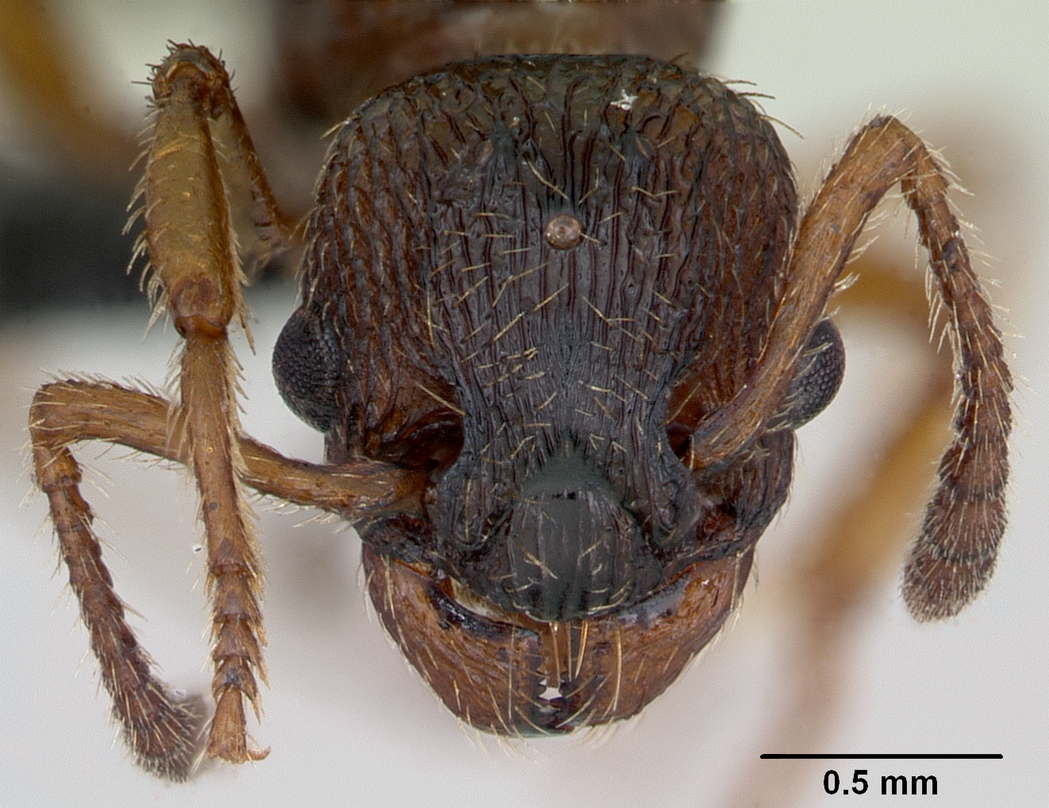
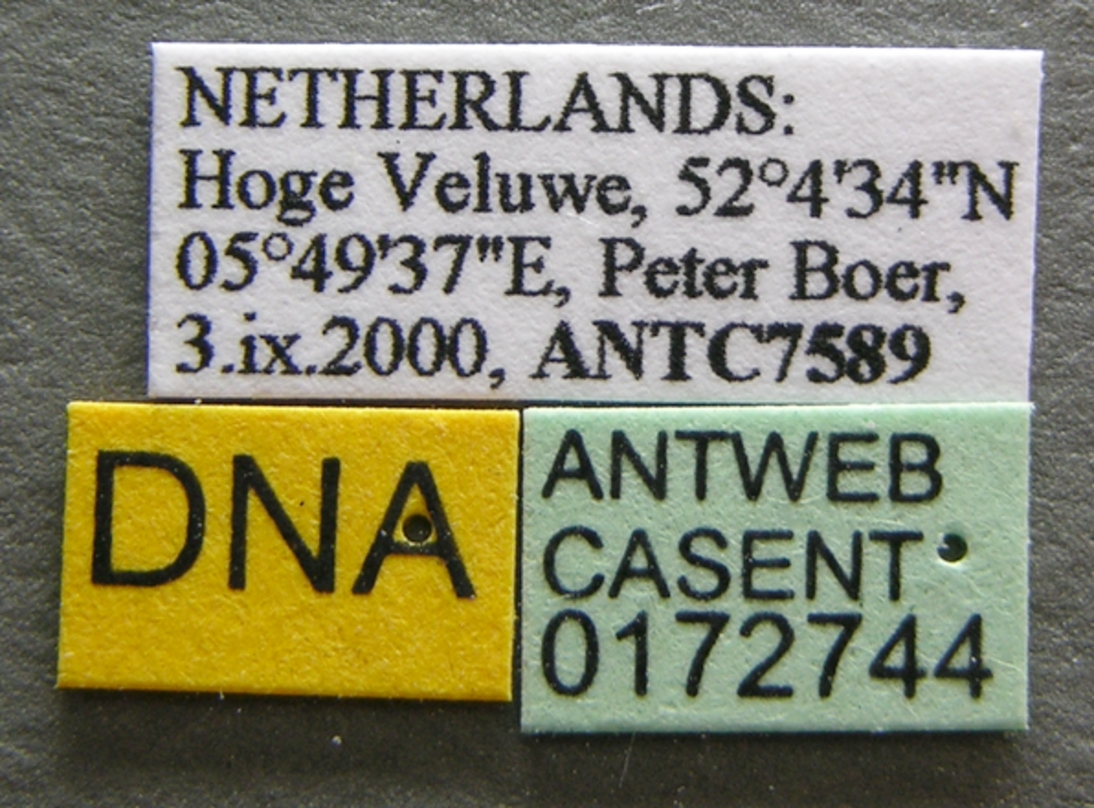
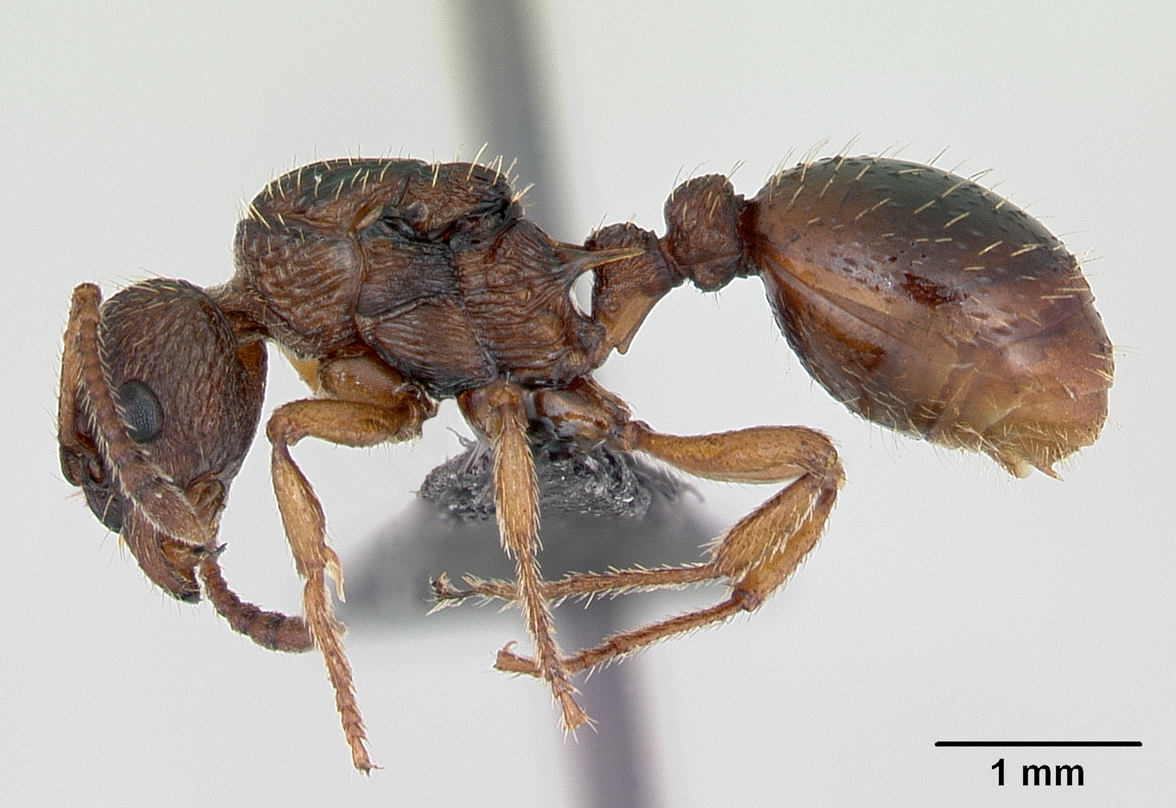
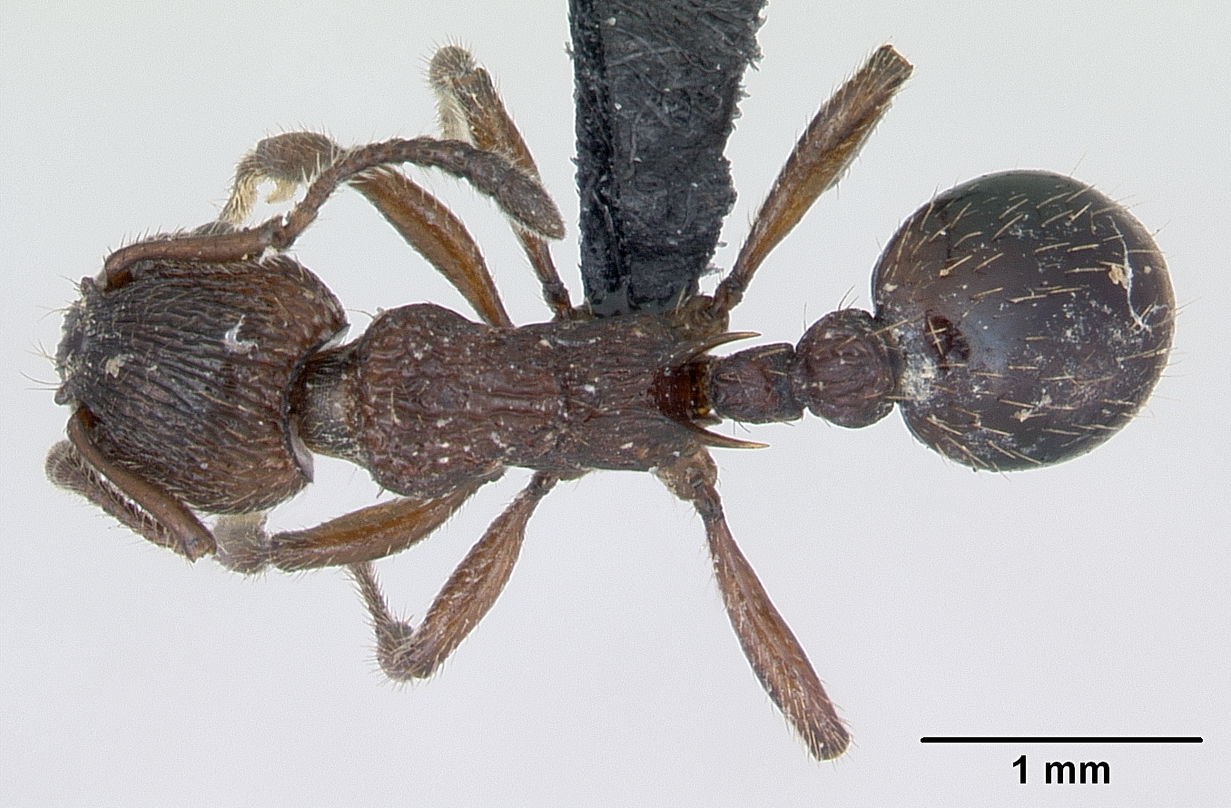